# Chi Dầu
Chi Dầu (danh pháp khoa học: Dipterocarpus) là một chi thực vật có hoa và là chi điển hình của họ Dầu (Dipterocarpaceae). Chi này có khoảng 65 loài, có mặt ở khu vực Đông Nam Á. Chúng là thành phần quan trọng của các rừng dầu. Tên khoa học của nó phát sinh từ tiếng Hy Lạp và có nghĩa là "quả hai cánh".
Chi này chứa một số loài cây lấy gỗ quan trọng, mặc dù không quan trọng bằng chi Shorea.

## Các loài
Các loài hiện tại được công nhận bao gồm:
- Dipterocarpus acutangulus Vesque, 1874
- Dipterocarpus alatus Roxb. ex G.Don, 1831: Dầu rái, dầu con rái, dầu con rái trắng, dầu nước, canh quan.
- Dipterocarpus applanatus Slooten, 1940
- Dipterocarpus baudii Korth., 1840: Dầu bao, dầu Baud, dầu lông, dầu đỏ.
- Dipterocarpus borneensis Slooten, 1940
- Dipterocarpus bourdillonii Brandis, 1895
- Dipterocarpus caudifer Merr., 1926
- Dipterocarpus chartaceus Symington, 1938
- Dipterocarpus cinereus Slooten, 1927
- Dipterocarpus concavus Foxw., 1932
- Dipterocarpus condorensis Pierre, 1889: Dầu Côn Đảo.
- Dipterocarpus confertus Slooten, 1927
- Dipterocarpus conformis Slooten, 1941
- Dipterocarpus coriaceus Slooten, 1927
- Dipterocarpus cornutus Dyer, 1874
- Dipterocarpus costatus C.F.Gaertn., 1805: Dầu cát, dầu mít.
- Dipterocarpus costulatus Slooten, 1927
- Dipterocarpus crinitus Dyer, 1874
- Dipterocarpus cuspidatus P.S.Ashton, 1967
- Dipterocarpus dyeri Pierre, 1889: Dầu song nàng, dầu nước.
- Dipterocarpus elongatus Korth., 1841
- Dipterocarpus eurhynchus Miq., 1861
- Dipterocarpus fagineus Vesque, 1874
- Dipterocarpus fusiformis P.S.Ashton, 1978
- Dipterocarpus geniculatus Vesque, 1874
- Dipterocarpus glabrigemmatus P.S.Ashton, 1978
- Dipterocarpus glandulosus Thwaites, 1858
- Dipterocarpus globosus Vesque, 1874
- Dipterocarpus gracilis Blume, 1825: Dầu thanh.
- Dipterocarpus grandiflorus (Blanco) Blanco, 1845: Dầu đọt tím, dầu đọt tía, dầu hoa to, dầu rái.
- Dipterocarpus hasseltii Blume, 1829: Dầu hassel, dầu Hasselt, ca luân, dầu rái.
- Dipterocarpus hispidus Thwaites, 1858
- Dipterocarpus humeratus Slooten, 1927
- Dipterocarpus indicus Bedd., 1864-1865
- Dipterocarpus insignis Thwaites, 1858
- Dipterocarpus intricatus Dyer, 1874: Dầu trai, dầu lông, rô mui.
- Dipterocarpus kerrii King, 1893: Dầu cà luân.
- Dipterocarpus kunstleri King, 1893
- Dipterocarpus lamellatus Hook.f., 1860
- Dipterocarpus littoralis Blume, 1825
- Dipterocarpus lowii Hook.f., 1860
- Dipterocarpus mundus Slooten, 1940
- Dipterocarpus nudus Vesque, 1874
- Dipterocarpus oblongifolius Blume, 1856
- Dipterocarpus obtusifolius Teijsm. ex Miq., 1864: Dầu trà beng, dầu trà ben, dầu đỏ, dầu đồng.
- Dipterocarpus ochraceus Meijer, 1963
- Dipterocarpus orbicularis Foxw., 1918
- Dipterocarpus pachyphyllus Meijer, 1963
- Dipterocarpus palembanicus Slooten, 1927
- Dipterocarpus perakensis P.S.Ashton, 1978
- Dipterocarpus pseudocornutus P.S.Ashton, 2015
- Dipterocarpus retusus Blume, 1823: Chò nâu, chò đá, chò nến, chò đại.
- Dipterocarpus rigidus Ridl., 1920
- Dipterocarpus rotundifolius Foxw., 1932
- Dipterocarpus sarawakensis Slooten, 1961
- Dipterocarpus scaber Buch.-Ham., 1832
- Dipterocarpus semivestitus Slooten, 1927
- Dipterocarpus stellatus Vesque, 1874
- Dipterocarpus sublamellatus Foxw., 1932
- Dipterocarpus tempehes Slooten, 1961
- Dipterocarpus tuberculatus Roxb., 1832: Dầu sang son, dầu đồng.
- Dipterocarpus turbinatus C.F.Gaertn., 1805: Dầu con rái đỏ, dầu con rái nước, chò, chò chang, dầu con quay, dầu jourdain.
- Dipterocarpus validus Blume, 1856
- Dipterocarpus verrucosus Foxw. ex Slooten, 1927
- Dipterocarpus zeylanicus Thwaites, 1858